# Józef Jasiński
Józef Jasiński (30. ledna 1828 Rozwadów – 12. června 1898 Krakov) byl rakouský politik polské národnosti z Haliče, v 2. polovině 19. století poslanec Říšské rady.

## Biografie
Měl titul rytíře. Byl prezidentem zemského soudu.
Zasedal jako poslanec Haličského zemského sněmu, který ho roku 1870 zvolil i do Říšské rady (celostátního parlamentu), tehdy ještě volené nepřímo zemskými sněmy. Opětovně byl do Říšské rady vyslán roku 1871. V Říšské radě zastupoval kurii venkovských obcí v Haliči. Jeho mandát 21. dubna 1873 byl pro dlouhodobou absenci prohlášen za zaniklý. Do parlamentu se vrátil v prvních přímých volbách roku 1873 za kurii venkovských obcí v Haliči, obvod Jasło, Gorlice, Krosno atd. Mandát obhájil ve volbách roku 1879 a volbách roku 1885. Rezignace oznámena na schůzi 11. října 1887. V roce 1873 se uvádí jako Josef Jasiński, c. k. rada zemského soudu, bytem Lvov. V parlamentu zastupoval opoziční slovanskou pravici. Patřil do parlamentní frakce Polský klub.
Zemřel v červnu 1898.